# Verners lag
Verners lag är en ljudlag som 1876 publicerades av den danske språkvetaren Karl Verner. Lagen förklarar på ett elegant sätt många undantag till Grimms lag när det gäller att beskriva den germanska ljudskridningen som skiljer konsonantsystemet i urgermanskan från det i urindoeuropeiskan. Den innebär att de tonlösa frikativorna *f *þ *h *s (uttalades vid tillfället antagligen [ɸ θ x s]) blir tonande mellan tonande språkljud: *ƀ *đ *ǥ *z [β ð ɣ z]), utom då de föregås av betonade stavelser. Verners lag har fördunklats av senare ljudutvecklingar i alla germanska språk, men förklarar bl.a. växlingen mellan slagen och slå i svenska liksom mellan was och were i engelska.